# IDRA-21
IDRA-21 je ampakinski lek izveden iz aniracetama. IDRA-21 je hiralni molekul, pri čemu je (+)-IDRA-21 aktivna forma.
IDRA-21 pokazuje nootropine efekte u životinjskim studijama, sa znatno poboljšanim učenjem i memorijom. On je oko 10-30 puta potentniji od aniracetama u reverznim kognitivnim deficitima indukovanim alprazolamom ili skopolaminom, i proizvodi znatne efekte koji traju do tri dana nakon jedne doze. Smatra se da je mehanizam akcije promovisanje indukcije dugotrajne potencijacije između sinapsi mozga.